# 霧舎巧
霧舎 巧（きりしゃ たくみ、1963年 - ）は、日本の小説家、推理作家。
ペンネームである霧舎巧は、島田荘司の命名。

## 来歴
神奈川県横浜市生まれ。駒澤大学卒業。駒澤大学推理小説研究会出身。中学生の時から怪談に興味を持ち、都筑道夫に私淑。
1997年に、鮎川哲也が編集長をつとめる公募短編アンソロジー『本格推理10 独創の殺人鬼たち』に、砂能 七行（さのう ななゆき）名義で投稿した「手首を持ち歩く男」が採用され掲載される。本格推理シリーズには、1998年にも『本格推理13 幻影の設計者たち』に「紫陽花物語」が採用されている。
1999年に『ドッペルゲンガー宮《あかずの扉》研究会流氷館へ』（投稿時のタイトルは『十人そろったら《あかずの扉》研究会最初の事件』）で第12回メフィスト賞を受賞しデビュー。デビュー時には島田荘司の推薦を受けており、この変わった筆名も島田による命名。

## 作品リスト

### 《あかずの扉》研究会シリーズ
- ドッペルゲンガー宮 《あかずの扉》研究会流氷館へ（1999年7月 講談社ノベルス ISBN 4-06-182083-4 / 2003年6月 講談社文庫 ISBN 4-06-273768-X）
- カレイドスコープ島 《あかずの扉》研究会竹取島へ（2000年1月 講談社ノベルス ISBN 4-06-182110-5 / 2004年6月 講談社文庫 ISBN 4-06-274785-5）
- ラグナロク洞 《あかずの扉》研究会影郎沼へ（2000年11月 講談社ノベルス ISBN 4-06-182146-6 / 2005年5月 講談社文庫 ISBN 4-06-275082-1）
- マリオネット園 《あかずの扉》研究会首吊塔へ（2001年10月 講談社ノベルス ISBN 4-06-182208-X / 2005年9月 講談社文庫 ISBN 4-06-275181-X）

### 私立霧舎学園ミステリ白書シリーズ
- 四月は霧の00（ラブラブ）密室（2002年4月 講談社ノベルス ISBN 4-06-182244-6）
- 五月はピンクと水色の恋のアリバイ崩し（2002年8月 講談社ノベルス ISBN 4-06-182268-3）
- 六月はイニシャルトークDE連続誘拐（2002年12月 講談社ノベルス ISBN 4-06-182289-6）
- 七月は織姫と彦星の交換殺人（2003年11月 講談社ノベルス ISBN 4-06-182329-9）
- 八月は一夜限りの心霊探偵（2003年11月 講談社ノベルス ISBN 4-06-182330-2）
- 九月は謎×謎修学旅行で暗号解読（2005年9月 講談社ノベルス ISBN 4-06-182450-3）
- 十月は二人三脚の消去法推理（2007年6月 講談社ノベルス ISBN 978-4-06-182536-9）
- 十一月は天使が舞い降りた見立て殺人（2009年12月 講談社ノベルス ISBN 978-4-06-182604-5）
- 十二月は聖なる夜の予告殺人（2009年12月 講談社ノベルス ISBN 978-4-06-182605-2）
- 一月は合格祈願×恋愛成就＝日常の謎（2013年2月 講談社ノベルス ISBN 978-4-06-182839-1）

### その他
- 名探偵はもういない（2002年2月 原書房 ISBN 4-562-03480-7 / 2006年4月 講談社ノベルス ISBN 4-06-182481-3 / 2009年4月 講談社文庫 ISBN 978-4-06-276323-3）
- 霧舎巧傑作短編集（2004年4月 講談社ノベルス ISBN 4-06-182369-8 / 2007年4月 講談社文庫 ISBN 978-4-06-275695-2）
  - 手首を持ち歩く男（初出：光文社文庫『本格推理10 独創の殺人鬼たち』）
  - 紫陽花物語（初出：光文社文庫『本格推理13 幻影の設計者たち』）
  - 動物園の密室（初出：南雲堂『御手洗パロディサイト事件２ パロサイ・ホテル・下』）
  - まだらの紐、再び（初出：原書房『密室殺人大百科』）
  - 月の光の輝く夜に（初出：講談社『メフィスト』2003年9月増刊号）
  - クリスマスの約束（書き下ろし）
- 名探偵はどこにいる（2006年3月 原書房 ISBN 4-562-03984-1 / 2009年8月 講談社ノベルス ISBN 978-4-06-182655-7）
- 推理は一日二時間まで (2016年7月 光文社)

以下の「新本格もどき」および「新・新本格もどき」は、都筑道夫「名探偵もどき」を下敷きに、新本格作品に登場する名探偵になりきって事件を解決するという趣向が取られている。括弧内の作者名、作品名はもどき元。
- 新本格もどき（2007年8月 光文社カッパ・ノベルス ISBN 978-4-334-07658-0 / 2010年2月 光文社文庫 ISBN 978-4-334-74730-5）
  - 三、四角館の殺人（綾辻行人 『十角館の殺人』）
  - 二、三の悲劇（法月綸太郎 『一の悲劇』）
  - 人形は密室で推理する（我孫子武丸 『人形はこたつで推理する』）
  - 長い、白い家の殺人（歌野晶午 『長い家の殺人』）
  - 雨降り山荘の殺人（倉知淳 『星降り山荘の殺人』）
  - 13人目の看護師（山口雅也 『13人目の探偵士』）
  - 双頭の小悪魔（有栖川有栖 『双頭の悪魔』）
- 新・新本格もどき（2010年10月 光文社カッパ・ノベルス ISBN 978-4-334-07700-6 / 2013年4月 光文社文庫 ISBN 978-4-334-76557-6）
  - 人狼病の恐怖（二階堂黎人 『人狼城の恐怖』）
  - すべてがXになる（森博嗣 『すべてがFになる』）
  - 覆面作家は二人もいらない（北村薫 『覆面作家は二人いる』）
  - 万力密室!（西澤保彦 『念力密室!』）
  - 殺人史劇の13人（芦辺拓 『殺人喜劇の13人』）
  - 夏と冬の迷走曲（どなた）（麻耶雄嵩 『夏と冬の奏鳴曲（ソナタ）』）
  - 《おかずの扉》研究会（霧舎巧 《あかずの扉》研究会シリーズ）

### アンソロジー
「」内が霧舎巧の作品
- 気分は名探偵（2006年5月 徳間書店 / 2008年9月 徳間文庫）「十五分間の出来事」
- 0番目の事件簿（2012年11月 講談社ノベルス）「都筑道夫を読んだ男」